# Goodwill Bridge
Le Goodwill Bridge est une passerelle piétonne et cycliste sur le fleuve Brisbane à Brisbane, dans le Queensland, en Australie. Ce pont en acier long de 450 mètres a été ouvert à la circulation le 21 octobre 2001.